# Franz Naval

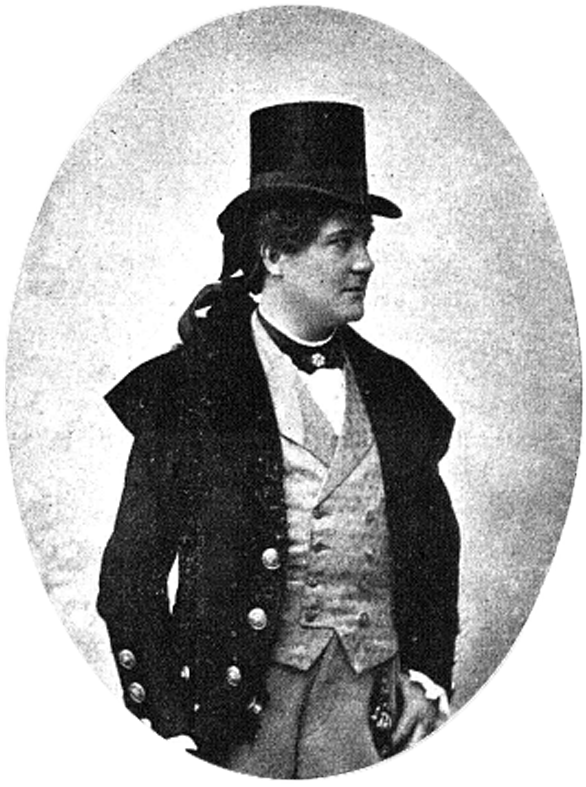
Franz Naval som George Brown i "Vita frun", Volksoper Wien, 23 mars 1905

Franz Naval (egentligen Pogacnik), född 20 oktober 1865 i Ljubljana, död 9 augusti 1939 i Wien, var en slovensk tenorsångare. 
Naval utbildades vid Wiens konservatorium och var anställd vid stadsteatern i Frankfurt am Main 1888–1895, vid Berlins hovopera 1895–1898 och vid Wiens hovopera 1898–1902, varefter han gav gästspel flerstädes i Europa och Amerika (i Stockholm 1902–1903 och 1904) samt återinträdde vid Berlinoperan 1904. 
På Kungliga teatern i Stockholm uppträdde han som George Brown i Vita frun, Don José i Carmen, Romeo, Faust, Lyonel i Martha, Turridu i På Sicilien, Wilhelm Meister i Mignon, Lohengrin, Rodolfo i La Bohème, Alfred i La traviata och Stradella.